# Notiobia maxima
Notiobia (Notiobia) maxima – gatunek chrząszczy z rodziny biegaczowatych i podrodziny Harpalinae.

## Taksonomia
Gatunek opisany został w 1998 roku przez Erika Arndta, na podstawie 21 okazów odłowionych w latach 1992-96 przez Paarmanna i innych.

## Opis
Chrząszcze o ciele długości od 13 do 15 mm. Labrum i nadustek smoliste, reszta głowy, przedplecze i pokrywy zielone, mosiężne lub miedziane z metalicznym połyskiem, brzuszna strona ciała ciemnosmolista, a czułki, odnóża i głaszczki smoliste. Labrum z przodu proste do nieco obrzeżonego, a nadustek szeroko obrzeżony. Czoło z punktowatymi dołeczkami. Oczy duże i wyłupiaste. Tylne kąty przedplecza łukowate do nieco tępych, a jego nasada płatkowata. Boczne wgłębienia przedplecza pełne. Dołkami przypodstawowe płytkie. Wierzch stóp wszystkich odnóży gładki, z wyjątkiem członów I-IV przednich nóg samców. Rzędy przytarczkowe pokryw umiarkowanie długie i prawie sięgające rzędu pierwszego. Międzyrzędy nieco wypukłe. Zafalowanie przedwierzchołkowe niewyraźne. Kąty przyszwowe szeroko zaokrąglone. Edeagus o środkowym płatku tępo zaokrąglonym u wierzchołka. Wywrócony woreczek wewnętrzny z nieregularnie rozmieszczonymi dużymi kolcami.

## Występowanie
Gatunek znany wyłącznie z brazylijskiego stanu Amazonas.